# 內日科爾迪耶峰

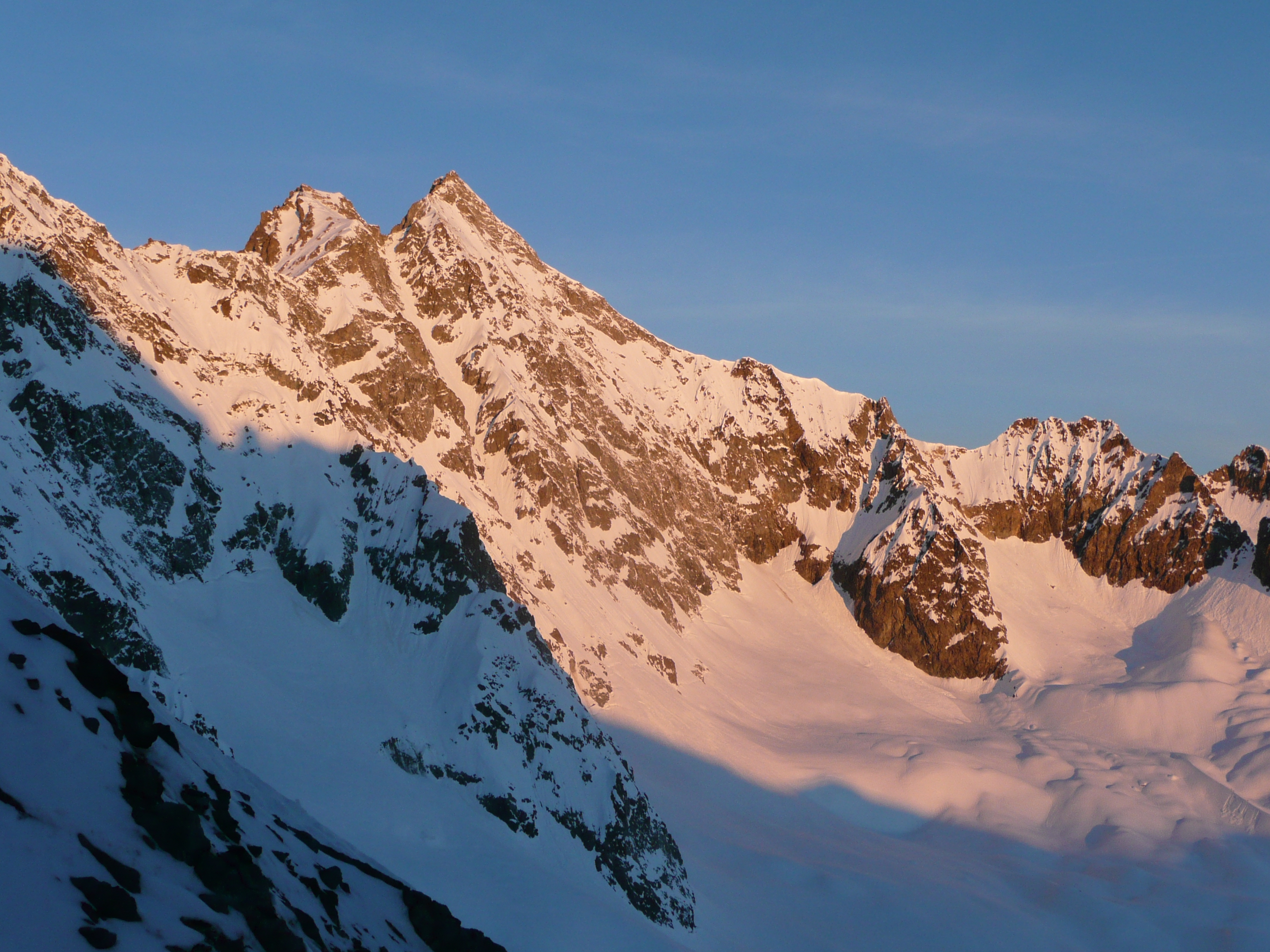

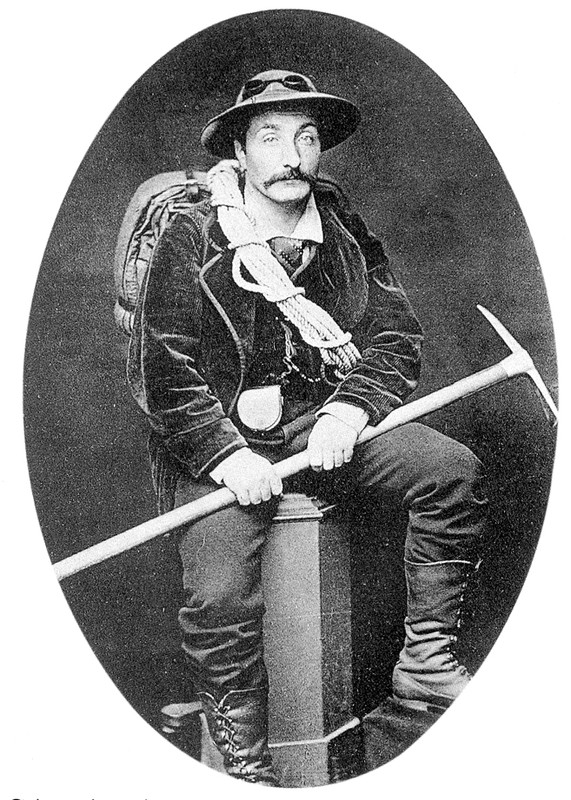

44°57′22″N 6°23′20″E / 44.95611°N 6.38889°E
內日科爾迪耶峰（法語：Pic de Neige Cordier），是法國的山峰，位於該國東南部，由上阿爾卑斯省負責管轄，屬於多菲内前阿尔卑斯山脉中埃克蘭山的一部分，海拔高度3,614米，每年平均降雨量1,410毫米，人類在1877年8月3日首次登頂。